# Aylon Darwin Tavella
Aylon Darwin Tavella, noto semplicemente come Aylon (Esteio, 7 aprile 1992), è un calciatore brasiliano, attaccante del Ceará.

## Caratteristiche tecniche
È un'ala destra.

## Carriera
Ha iniziato la sua carriera da professionista nel 2014 con l'Internacional, disputando il 25 maggio l'incontro di Série A contro il Cruzeiro, perso 3-1.

## Palmarès

### Club

#### Competizioni nazionali
- Campeonato Brasileiro Série B: 1

Chapecoense: 2020

#### Competizioni statali
- Campionato Gaúcho: 2

Internacional: 2014, 2016
- Campionato Goiano: 1

Goias: 2017
- Campionato Catarinense: 1

Chapecoense: 2020
- Campionato Alagoano: 1

CSA: 2021
- Campionato Cearense: 2

Ceara: 2024, 2025

### Individuale
- Capocannoniere del Campionato Mineiro: 1

2018 (6 reti)